# Рајсфершлус
Рајсфершлус, тип спојнице два комада материјала. Рајсфершлус је најчешће коришћен уређај за спајање два обода тканине или другог флексибилног материјала. Користе се у одећи (нпр. јакне и фармерке), пртљагу и другим торбама, опреми за камповање (нпр. шатори и вреће за спавање) и многим другим предметима. Патентни затварачи долазе у широком спектру величина, облика и боја. Године 1892, Виткомб Л. Џадсон, амерички проналазач из Чикага, патентирао је оригинални дизајн из којег је еволуирао савремени уређај.
Амерички назив zipper потиче од бренда гумених чизама (или галоша) на којима је коришћен 1923. Галоше су се могле закопчати једним патентним затварачем у руци, а убрзо су затварачи без кука почели да се зову „зипери”.

## Опис
Рајсфершлус се састоји од клизача монтираног на два реда металних или пластичних зубаца који су дизајнирани да се међусобно спајају и на тај начин спајају материјал за који су редови причвршћени. Клизач, којим се обично управља ручно, садржи канал у облику слова „Y” који, померајући се дуж редова зуба, спаја их или раздваја, у зависности од смера кретања клизача. Зуби могу бити појединачно дискретни или обликовани од непрекидног намотаја, а називају се и елементима. Енглеска реч zipper је ономатопоетска, јер је добила назив по звуку који уређај производи када се користи, високотонски  зип.

## Етимологија
Назив је преузет из немачког језика (од речи Reißverschluss, што је сложеница две речи: reißen — „поцепати” и Verschluss — „затварач”.

## Историја
Године 1851, Елајас Хау је добио патент за „Побољшање причвршћивања за одећу“. Он није покушао озбиљно да га пласира на тржиште, те је тако пропустио признање које би иначе могао добити. Хауов уређај је више личио на сложену везицу него на прави клизни затварач.
Четрдесет две године касније, 1893. године, Виткомб Л. Џадсон, који је изумео пнеуматску уличну железницу, патентирао је „закопчавање ципела“. Уређај је служио као (компликованији) затварач за ципеле на куку и око. Уз подршку бизнисмена пуковника Луиса Вокера, Јудсон је покренуо компанију Универсал Фастенер за производњу новог уређаја. Џадсонов „копчасти затварач“ имао је свој јавни деби на Светској изложби у Чикагу 1893. године, али је имао мали комерцијални успех. Џадсону се понекад приписују заслуге признање као изумитељу рајсфершлуса, мада његов уређај није коришћен на одећи.
Компанија Универсал Фастенер преселила се у Хобокен, Њу Џерси, 1901. године, где је реорганизована у Fastener Manufacturing and Machine Company. Гидеон Сандбек, шведско-амерички инжењер електротехнике, ангажован је да ради за компанију 1906. Добре техничке вештине и брак са ћерком директора фабрике, Елвиром Аронсон, довели су Сандбека до позиције главног дизајнера. Компанија се преселила у Мидвил, Пенсилванија, где је радила током већег дела 20. века под именом Тајлон, Инк. Сандбек је радио на побољшању затварача, а 1909. је регистровао патент у Немачкој. Америчка права на овај проналазак су била на име компаније Мидвил (која ради као Хуклес Фастенер Ко.), али Сандбек је задржао права ван САД и користио их је у наредним годинама да оснује Лајтнинг Фастенер Ко. у Ст. Катринсу, Онтарио. Сандбеков рад са овом фирмом довео је до уобичајене погрешне перцепције да је он Канађанин и да патентни затварач потиче из те земље.
Године 1923, током путовања по Европи, Сандбек је продао своја европска права Мартину Отмар Винтерхалтеру, који је побољшао дизајн користећи ребра и жлебове уместо Сандбекових зглобова и чељусти и почео да производи са својом компанијом Рири у великим размерама прво у Немачкој, затим у Швајцарској.
Популарни северноамерички термин zipper (УК zip, или повремено zip-fastener) дошао је од компаније Б. Ф. Гудрич 1923. године. Та компанија је користила копчу Гидеона Сандбека на новом типу гумених чизама (или галоша) и назвала их зипер, и име се задржало. Две главне употребе патентног затварача у раним годинама биле су за затварање чизама и врећица за дуван. Предузеће Шот из Њујорка је 1925. године почео да користи рајсфешлусе за одећу на кожним јакнама.

## Механизам
Рајсфершлус чине два реда зубаца („ластина репка”) који су постављени наспрамно и уклапају се један у други када је рајсфершлус затворен. Клизећи механизам их спаја када се повлачи на једну страну. Када се повлачи на другу, он их раздваја јер је његов саставни део клин троугаоног облика који се умеће у сам спој зубаца, који се назива гурач или шибер.

## Употреба
Рајсфершлус има широку примену. Најчешће се може видети на одећи, као што су јакне и фармерке, као и на торбама и другим предметима од текстила.

## Производња
Форбс је 2003. известио да иако су тржиштем рајсфершлуса 1960-их доминирали Тајлон Зипер (САД) и Оптилон (Немачка), јапански произвођач YKK је прерастао у индустријског гиганта до 1980-их. YKK је имао 45 процената светског тржишног удела, а следе Оптилон (8 процената) и Тајлон Зипер (7 процената).
Индијко предузеће Текс Корп се такође појавило као значајан добављач у индустрији одеће.
У Европи, компанија Кремалерас Руби је основана 1926. године у Шпанији. Она је продала преко 30 милиона патентних затварача у 2012.
Године 2005, Гардијан је објавио да Кина има 80 одсто међународног тржишта. Већина њених производа се прави у Ћаотоу, округ Јонгђа.

## САД патенти
- 25. новембар 1851 U.S. Patent 8.540: „Побољшање причвршћивања одевних предмета”
- 29. август 1893 U.S. Patent 504.037: „Закопчавање ципела”
- 29. август 1893 U.S. Patent 504.038: „Затварач са копчама или отварач за ципеле”[16]
- 31. март 1896 U.S. Patent 557.207: „Причвршћивање за ципеле“
- 31. март 1896 U.S. Patent 557.208: „Затварач са копчама за ципеле“
- 29. април 1913 U.S. Patent 1.060.378: „Одвојиви затварач“ (Гидеон Сандбек)
- 20. март 1917 U.S. Patent 1.219.881: „Одвојиви затварач“ (Гидеон Сандбек)
- 22. децембар 1936 U.S. Patent 2.065.250: „Слајдер“

## У популарној култури
Зипери су ушли у урбане легенде. Амерички фолклориста Јан Бранванд је приметио да је „рајсфершлус предмет шала и легенди још од... 1920-их”. Те приче одражавају „савремене стрепње и жеље“, истичући непријатности и незгоде, првенствено укључујући шлицове мушких панталона у причама као што су „Неоткопчан незнанац“ и „Раскопчан шлиц“.

## Трајност и поправке
Рајсфершлус је често најмање издржљива компонента у било којој одећи или врсти опреме. Најчешће, патент затварач не успева да се затвори због истрошеног или савијеног клизача који није у стању да примени потребну силу на бочне стране зуба како би се они заглавили. Овај проблем се понекад може решити коришћењем малих клешта да се пажљиво стиснете задњи део клизача за делић милиметра. Ово може да надокнади хабање клизача. Клизач је обично направљен као ливени комад од магнезијума који се лако ломи. Неопходно је смањити силу на клешта пре него што се осети да клизач заиста попушта. Ако још увек није могуће успешно затворити рајсфершлус, притисак који се примењује на клизач треба само постепено повећавати. Други начин да се смањи зазор отвореног краја клизача је припремање малог дрвеног блока тако што ће се урезати прорез на једном крају тако да стане преко горњег дела клизача. Затим се чекић може употребити да се изврши сила на клизач пажљивим ударцем у дрво.
Када се заштитни премаз ливеног клизача истроши дугом употребом, материјал може кородирати. Производи корозије су обично металне соли које се могу акумулирати и блокирати кретање клизача. Када се то догоди, со се често може растворити потапањем клизача у сирће или другу благу киселину. У супротном, клизач треба уклонити и заменити.